# 克拉托尼亞鎮區 (內布拉斯加州蓋奇縣)
克拉托尼亞鎮區（英語：Clatonia Township）是位於美國內布拉斯加州蓋奇縣的一個行政鎮區。

## 地方資料
克拉托尼亞鎮區的面積為93.60平方千米，當中陸地面積為93.02平方千米，而水域面積為0.58平方千米。根據2020年美國人口普查的數據，當地共有人口481人，而人口密度為每平方千米5.14人。